# Khandbari
Khandbari (népalais : खादबारी) est une ville du Népal située dans la zone de Koshi et chef-lieu du district de Sankhuwasabha. Au recensement de 2011, la ville comptait 26 301 habitants.